# Calcifediol

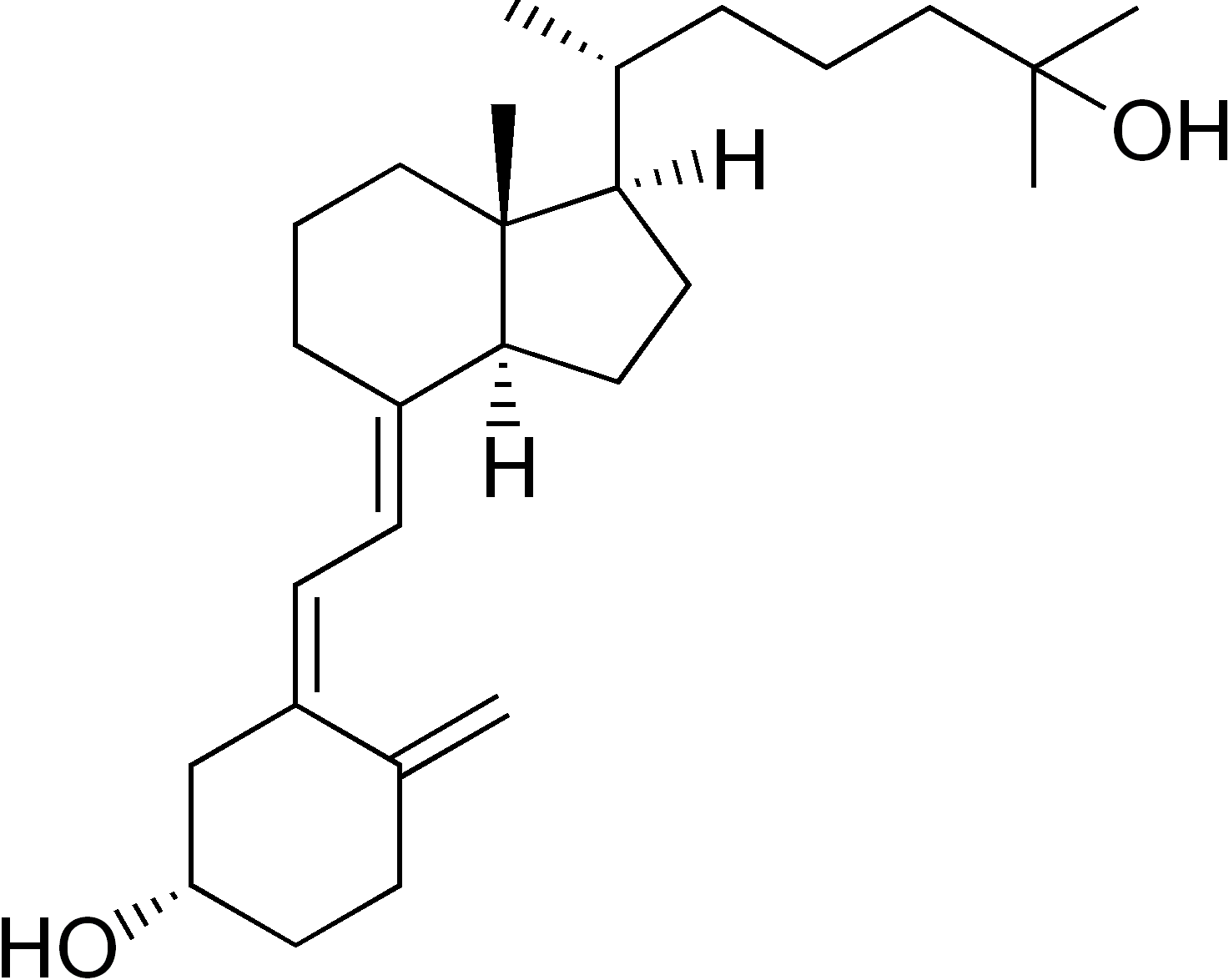
Estrutura química do Calcidiol.

O Calcifediol (INN), também conhecido como calcidiol, 25-hidróxi-colecalciferol, ou 25-hidróxi-vitamina D (abreviado como 25(OH)D),  é um pré-hormônio que é produzido no fígado através da hidroxilação da vitamina D3 (colecalciferol) através da enzima colecalciferol 25-hidroxilase, isolada pela primeira vez por Michael F. Holick. Esse metabólito é utilizado para avaliar o estado de vitamina D de um paciente. O calcifediol é convertido então no rim (pela enzima 25(OH)D-1α-hidroxilase) em calcitriol (1,25-(OH)2D3), um hormônio que é a forma ativa de vitamina D. Ele também pode ser convertido na forma inativa 24-hidróxi-calcidiol nos rins via 24-hidroxilação.

## Teste de sangue
O teste sanguíneo de 25-hidróxi-vitamina D (calcidiol) é usado clinicamente para aferir o conteúdo de vitamina D no corpo. A concentração de calcidiol no sangue é considerado o melhor indicador do seu status de vitamina.
Esse teste pode ser usado para diagnóstico de deficiência de vitamina D e determinar a melhor terapia. Pacientes com osteoporose, doença renal crônico, malabsorção, obesidade, e outras mais podem estar em situação de grande risco, sendo então indicados para fazer esse teste. Apesar da deficiência de vitamina D ser comum em algumas populações, incluindo algumas em altas latitudes e pouca exposição ao sol, o teste de 25(OH)D não é indicado para toda a população.
 É a medida mais sensível,  apesar de experts clamarem por maior padronização e reproducibilidade entre diferentes laboratórios. De acordo com MedlinePlus, a faixa normal de calcidiol é de 30.0 a 74.0 ng/mL. A faixa normal varia amplamente dependendo de diversos fatores, como idade e localização geográfica. Uma faixa de referência de 20–150 nmol/L (8-60 ng/ml) também já foi sugerida, enquanto outros estudos apontam níveis abaixo de 80 nmol/L (32 ng/ml) como indicativos de deficiência de vitamina D.
Nos EUA, os níveis de 25(OH)D são relatados como ng/mL. Em outros países, é comum o uso de nmol/L. Multiplique ng/mL por 2.5 para a conversão aproximada em nmol/L.

### Significado clínico
O aumendo de níveis de calcidiol é associado ao aumento da absorção fracional de cálcio do trato gastrontestinal até níveis de 80 nmol/L (32 ng/mL). A excreção de cálcio urinária balanceia a absorção intestinal, com níveis de calcidiol até ~400 nmol/L (160 ng/mL).
Um estudo de Cedric F. Garland e Frank C. Garland da University of California, San Diego analisou o sangue de 25,000 voluntários do Condado de Washington, Maryland, achando que altos níveis de calcifediol estavam relacionados com um risco de câncer de colo de 1/5 em relação à taxa típica.
Contudo, estudos randomizados controlados falharam na detecção de correlações significativas entre suplementação de vitamina D e o risco de câncer de cólon.
Em 2012 um estudo de registro ("registry study") da população de Copenhagen, Dinamarca encontrou uma correlação de níveis tanto alto quanto baixo dos níveis no soro e aumento de mortalidade, com um nível de  50–60 nmol/L sendo associado com a mortalidade mais baixo. O estudo não mostrou relação de causa.